# Iso Lohijärvi (sjö i Kittilä, Lappland, Finland)
Iso Lohijärvi eller Lohijärvi är en sjö i Finland. Den ligger i kommunen Kittilä i landskapet Lappland, i den norra delen av landet, 900 km norr om huvudstaden Helsingfors. Iso Lohijärvi ligger 249,1 meter över havet. Arean är 88,6 hektar och strandlinjen är 3,47 kilometer lång. Sjön  ingår i Kemi älvs huvudavrinningsområde. 